# کری فون اریش
کری فون اریش (انگلیسی: Kerry Von Erich; ۳ فوریهٔ ۱۹۶۰ – ۱۸ فوریهٔ ۱۹۹۳) کشتی‌گیر کشتی حرفه‌ای، و بازیگر اهل ایالات متحده آمریکا بود.
وی همچنین برندهٔ جوایزی همچون تالار شهرت دبلیودبلیوای شده است.